# 糙叶秋海棠
糙叶秋海棠（学名：Begonia asperifolia）是秋海棠科秋海棠属的植物，为中国的特有植物。分布在中国大陆的云南、西藏等地，生长于海拔2,400米至3,400米的地区，多生于沟边杂木林中、山坡林下湿处岩石上和山坡阔叶林岩石上，目前已由人工引种栽培。

## 异名
- Begonia asperifolia Irmsch. var. tomentosa Yu